# 增田由紀
增田由紀（日语：／ Masuda Yuki，1973年2月9日—），日本女性配音員。出身於靜岡縣熱海市。O型血。已婚。育有一子。

## 人物
1993年從東京廣播學院畢業，同年進入江崎Production附屬養成所，1995年正式所屬Mausu Promotion（2000年從江崎Production改名）。
為人熟悉的代表作品有動畫《義呆利 Axis Powers》的烏克蘭、《烈火之炎》的佐谷下柳、《魔裝機神賽巴斯達》的上條水樹、《犬夜叉》的繪理、《金色琴弦》系列的天羽菜美和七海宗介、《青春草莓蛋》的天和；遊戲《櫻花大戰》系列的榊原由里、《純愛手札2》的坂城匠及《超級機器人大戰》系列的菲歐娜·古雷登等。
暱稱有等。從事聲優團體活動時與同事務所的冰上、小島幸子共3人一起組成「chiffons」，而小島和冰上則以「增田」對她做稱呼。此外，與冰上恭子和雪野五月3人都是東京廣播學院的前輩與後輩。

## 演出
粗體字表示主要角色。

### 電視動畫
1995年
- （學生）
- Oz Kids（日语：オズ・キッズ）
- 鬼神童子ZENKI
- 咕嚕咕嚕魔法陣（〈第2代〉、妖精、少女）

1996年
- 妖精狩獵者（マンドラゴラエルフ）
- 逮捕令（女警B）
- 爆走兄弟Let's & Go!!（小孩B）
- 鋼鐵神兵（少女A）
- 熱鬥小馬（小孩）

1997年
- 鋼鐵神兵II（神官艾爾芙、賽莉娜）
- HARELUYA II BØY（美津濃萱）
- 烈火之炎（佐古下柳[4]）

1998年
- 動畫版 男人真命苦 ～寅次郎勿忘我～（滿男）
- 金田一少年之事件簿（神津沙也加）
- 烙印勇士（艾莉加）
- DT戰士（日语：DTエイトロン）（海之少女D）
- 槍神Trigun（摩爾）
- 危險調查員（ライザ）
- YAT安心！宇宙旅行 (第2期)（日语：YAT安心!宇宙旅行）（莫妮卡·佛蘭西絲）

1999年
- 裝甲救助部隊Restol（日语：装甲救助部隊レストル）（潔伊）
- 魔裝機神賽巴斯達（日语：魔装機神サイバスター (テレビアニメ)）（上條水樹）

2000年
- 犬夜叉（繪理、春嵐、胡蝶、小孩）
- 銀河冒險戰記（B）
- 幻想魔傳 最遊記（朋茗）
- 櫻花大戰 (TV版)（榊原由里）
- 蒙面貓俠（迪摩加）
- 神奇寶貝（由佳）
- 六門天外（的領隊）

2001年
- 青春草莓蛋（天和）
- 銀河冒險戰記 the second stage（ベルヴェデール·ココ）
- 足球小將翼 (平成版)（高杉真吾〈少年時期〉）

2002年
- Weiß kreuz（惠子）
- 人造人009 THE CYBORG SOLDIER（海倫、碧娜）
- 神世紀傳火星（日语：マーズ (漫画)）（橫山春美）
- 決鬥大師（キルミー）
- 火影忍者（春野櫻的母親〈春野芽吹〉）
- 浮游泉大冒險（[5]）

2003年
- L/R -Licensed by Royal-（日语：L/R -Licensed by Royal-）（辛西雅）
- 聖槍修女（安娜修女、小孩B、凱文）
- STRATOS 4（日语：ストラトス・フォー）（本庄麗華）
- DigiGirl POP！（日语：デジガールPOP!）
- （男孩子B、花、女官2、席爾、長女 等）

2004年
- 今日大魔王！（妮可拉）
- 雙戀（一城的母親）
- 棉花糖樂園（受理小姐）
- 瑪莉亞的凝望（鵜澤美冬）
- 美鳥的日記（月島栞的媽媽）
- 星球流浪記（慎吾的母親）

2005年
- 英國戀物語艾瑪（廚房女僕）
- 蠟筆小新（嬰兒）
- Gallery Fake（日语：ギャラリーフェイク）（迎接人員）
- 索斯機械獸V（敏·法隆）

2006年
- 童話槍手小紅帽（大江戶麻理子）
- 金色琴弦 ～primo passo～（天羽菜美）
- Soul Link（永瀨沙佳）
- 暗夜第六感（日语：NIGHT HEAD GENESIS）（霧原直也〈幼少時期〉、γ〈Gamma〉）
- 大長今 (動畫)（イファ）
- 妖逆門（阿春）
- Papillon Rose New Season（日语：パピヨンローゼ）（雷吉娜·阿碧斯）

2007年
- 甜點兔系列（ミントうさ、索菲亞的媽媽）
- 奔向地球（史薇娜·達爾頓、八重）
- 東京魔人學園劍風帖 龖（日语：東京魔人學園剣風帖）（瑪麗亞·阿爾卡德）
- 東京魔人學園劍風帖 龖 第弐幕（瑪麗亞·阿爾卡德）
- 蟲之歌（真由）

2008年
- 淘氣小親親（松本裕子）
- 我家3姊妹（冷藏庫）
- 食靈 -零-（板橋香奈）
- 地獄少女 三鼎（淺羽須美）
- 守護甜心！！心跳（ルルママ）
- 純情羅曼史（老師）
- 純情羅曼史2（老師）
- 發現·體驗·我喜歡巧虎！（マーくん）
- 記憶女神的女兒們（漢娜）
- 名偵探柯南（護理人員、搜查官、女服務生、新聞主播、女性）

2009年
- 犬夜叉 完結篇（繪理、胡蝶）
- 金色琴弦 ～secondo passo～（天羽菜美）
- 黑神 The Animation（的母親）

2010年
- 決鬥大師Cross（キルミー）
- 火影忍者疾風傳（阿米）

2011年
- 卡片鬥爭!! 先導者（戶倉美崎的母親）
- 可愛巧虎島 HE SO KA （もっくん）
- 魔乳秘劍帖（阿滿）
- 47都道府犬（日语：声優バラエティー SAY!YOU!SAY!ME!#47都道府犬）（静岡犬）

2014年
- 金色琴弦 Blue♪Sky（七海宗介[6]）

2015年
- （山豬）
- 翻轉☆少女（森友望未的母親〈森友日向代〉[7]）

2016年
- 名偵探柯南（河端理亞）

2018年
- 偶像活動Friends！（2018～2019，友希寧音）
- 魔法少女網站（朝霧彩的母親）

### OVA
1996年
- 銀河英雄傳說（伊謝爾倫軍女下士官）
- 地獄堂靈界通信（日语：地獄堂霊界通信）（早瀨）

1997年
- AIKa（A）
- 櫻花大戰 櫻華絢爛（榊原由里）

1999年
- 櫻花大戰 轟華絢爛（榊原由里）
- Weiß kreuz（柏木由紀惠）

2000年
- 魍魎游擊隊2 File-XX 亂戰突破（奈美子）
- 炎之迷宮（日语：炎のらびりんす）（葵夏）

2002年
- COSPLAY症候群（有井幸子）
- 櫻花大戰 神崎堇 引退紀念（日语：サクラ大戦 神崎すみれ 引退記念 す・み・れ）（榊原由里）

2003年
- Papillon Rose（日语：パピヨンローゼ）（雷吉娜·阿碧斯）

2007年
- 今日大魔王！R（妮可拉）

### 電影動畫
1996年
- （學生）

1997年
- 超人力霸王貓 從星空降臨的不可思議貓（日语：ウルトラニャン）（由紀）
- 迎向光榮的SPUR 猪谷千春物語}}（豬谷千夏）

1998年
- 超人力霸王貓2 快樂大作戰（由紀）

1999年
- 生之喜悅（日语：ハッピーバースデー 命かがやく瞬間#アニメ映画）（花村惠）

2001年
- 櫻花大戰 活動寫真（日语：サクラ大戦 活動写真）（榊原由里）

2002年
- 劇場版 犬夜叉：鏡中的夢幻城（繪理）

2003年
- 劇場版 犬夜叉：天下霸道之劍（繪理）

2004年
- 劇場版 犬夜叉：紅蓮的蓬萊島（萌黃）

2005年
- 翡翠森林狼與羊（羊）

2010年
- 銀幕義呆利 Axis Powers Paint it, White（塗成白色吧！）（烏克蘭）

2019年
- 劇場版 KORASHO：海底興奮大冒險！（日语：コラショ）（[8]）

### 網路動畫
2009年
- 義呆利 Axis Powers（烏克蘭）

### 遊戲
年份不詳
- （小泉瞳）

1996年
- 櫻花大戰（榊原由里）

1998年
- （酒井泉）
- 櫻花大戰2 ～願君平安～（榊原由里）
- 異域神兵（接線員）
- 東京魔人學園劍風帖（藤咲亞里沙、瑪麗亞·阿爾卡德、天野繪莉）

1999年
- （七尾基子）
- XI JUMBO（日语：XI (ゲーム)）
- 純愛手札2（坂城匠）
- まぼろし月夜（日语：まぼろし月夜）（大嶋紬）
- 悠久幻想曲3 Perpetual Blue（日语：悠久幻想曲）（露提·魏斯）

2000年
- 高機動幻想 機甲槍兵（日语：高機動幻想ガンパレード・マーチ）（田邊真紀）
- 南島尋寶隊（七海瑪麗娜）
- 悠久組曲 All Star Project（日语：悠久幻想曲）
- Lagnacure Legend（威爾瑪）

2001年
- 線上鋼彈對戰版（日语：ガンダムバトルオンライン）（麗莎·普利斯金）
- 逮捕令（雪瑞·F·維爾納）
- DI GI Charat Fantasy ～仲夏夜之夢～（日语：デ・ジ・キャラット ファンタジー）（露納）

2002年
- XIGO
- 櫻花大戰4（榊原由里）
- 東京魔人學園外法帖（日语：東京魔人學園外法帖）（桔梗、阿凛）

2003年
- 金色琴弦（天羽菜美）
- 拉捷特與克拉克2（安潔拉·克羅斯）

2004年
- Anime Battle 烈火之炎 ～Flame of Recca～ FINAL BURNING（佐古下柳）
- Sentimental Prelude（日语：センチメンタルプレリュード）（綾崎操）
- 東京魔人學園外法帖血風錄（日语：東京魔人學園外法帖）（桔梗、阿凛）

2005年
- 戰神 （阿耳忒彌斯）

2006年
- Soul Link EXTENSION（永瀨沙佳）
- 全民網球（日语：みんなのテニス）（米蘭達）

2007年
- 金色琴弦2（天羽菜美）
- Que ～遠古之葉的妖精～（日语：Que 〜エンシェントリーフの妖精〜）（由琳）
- 超級機器人大戰OG ORIGINAL GENERATIONS（菲歐娜·古雷登）
- 超級機器人大戰OG外傳（菲歐娜·古雷登）

2008年
- 書寫記憶哆啦假名（日语：ドラえもんの派生作品）（旁白）
- 戲劇性迷宮櫻花大戰 ～因為有你～（日语：ドラマチックダンジョン サクラ大戦 〜君あるがため〜）（榊原由里）

2010年
- 金色琴弦3（七海宗介）
- 劍與魔法與學園3（日语：剣と魔法と学園モノ。3）

2012年
- 第2次超級機器人大戰OG（菲歐娜·古雷登）
- Dragon Age II（伊莎貝拉）
- 火焰之紋章 覺醒（里希特、维爾薇特[9]）

2013年
- 金色琴弦3 Full Voice Special（七海宗介[10]）
- 真·女神轉生IV

2014年
- 金色琴弦3 AnotherSky feat.天音學園（七海宗介[11]）
- 金色琴弦3 AnotherSky feat.至誠館（七海宗介[12]）
- 金色琴弦3 AnotherSky feat.神南（七海宗介[13]）

2016年
- 金色琴弦4（七海宗介[14]）
- 真·女神轉生IV FINAL
- 超級機器人大戰OG THE MOON DWELLERS（菲歐娜·古雷登）

2017年
- 金色琴弦2 ff（天羽菜美[15]）

2019年
- 金色琴弦Octave（七海宗介[16]）
- 聖火降魔錄 英雄雲集（貝爾貝特）

### 外語配音

#### 電影
- 英雄本色（鍾柔〈朱寶意〉）※舊DVD版。
- 英雄本色II（鍾柔〈朱寶意〉）※舊DVD版。
- 愛麗絲夢遊仙境 (1951年電影)（愛麗絲）
- 中華英雄（木修羅〈舒淇〉）
- 半夜鬼上床（Nancy Thompson〈Heather Langenkamp〉）※VHS、DVD版。
- 安娜與國王（花英王女〈Melissa Campbell〉）※影碟版。
- 愛在心裡口難開（女服務生〈Leslie Stefanson〉）※VHS、DVD版。
- 霹靂炮III（英语：Beverly Hills Cop III） ※朝日電視台版。
- 比比小魔女2（德语：Bibi Blocksberg und das Geheimnis der blauen Eulen）（艾萊〈瑪麗亞-露易絲·史塔爾（德语：Marie Luise Stahl）〉）※VHS版。
- 至尊黑傑克（英语：Blackjack (1998 film)）（Casey〈Padraigin Murphy〉）※朝日電視台版。
- 麥迪遜之橋 ※日本電視台版。
- 魔女遊戲（英语：The Craft (film)）
- 超級戰警 ※朝日電視台版。
- 藍衣魔鬼（英语：Devil in a Blue Dress (film)）
- 怪醫杜立德2（英语：Dr. Dolittle 2）（Maya Dolittle〈Kyla Pratt〉）※東京電視台版。
- 魔鬼毀滅者 ※影碟版。
- 大家都說我愛你（英语：Everybody Says I Love You）
- 烈火戰將（英语：Fire Down Below (1997 film)）（Christine Carr〈Julie Dawn Mullins〉）※VHS、DVD版。
- 阿甘正傳（小時候的珍妮·柯倫〈漢娜·霍爾（英语：Hanna R. Hall）〉）※富士電視台版。
- 絕命追殺令 ※電視播出版。
- 魔鬼尖兵（英语：The Glimmer Man） ※VHS、DVD版。
- 我的寶貝會亂說話（德语：Harte Jungs）（Lisa〈Luise Helm〉）
- 小人物大英雄 ※日本電視台版。
- 鐘樓怪人（英语：The Hunchback (1997 film)）
- 不道德的交易
- 驚嚇沸點（英语：Intensity (film)）（幼年時期的柴娜·謝潑德〈凱蒂·斯圖亞特（英语：Katie Stuart）〉）
- 踹球叫練（英语：Kicking & Screaming (2005 film)）（Sam Weston〈Dylan McLaughlin〉）※DVD版。
- 轟天炮 ※朝日電視台版。
- 烈火焚城（英语：Libera Me (2000 film)）
- 親親壞姐妹
- 降妖別動隊（英语：The Monster Squad）（菲比〈艾許莉·邦克〉）
- 小子難纏4（英语：The Next Karate Kid） ※DVD版。
- 絕命時刻（英语：Nick of Time (film)）（林恩·沃森〈寇特妮·蔡斯〉）※日本電視台版。
- 火線戰將（英语：The Patriot (1998 film)）（Holly McClaren〈卡蜜拉·貝兒〉）※VHS、DVD版。
- 悲憐上帝的小女兒（Carla〈Carla Ibled〉）
- 海灘派對殺人魔（Florence 'Chicklet' Forrest〈Lauren Ambrose〉）
- 戀人絮語（安秀恩〈新慜娥〉）
- 銀色獵物（英语：Sliver (film)） ※朝日電視台版。
- 心花怒放（女性科學家）
- 男兒本色（英语：Sommersby）
- 40惑不惑？（Sadie〈Maude Apatow〉）
- 迫切的任務（英语：True Crime (1999 film)）（Gail Beechum〈Penny Bae Bridges〉）※日本電視台版。
- 古惑丑拍檔 ※朝日電視台版。
- 驚心動魄（Babysitter〈Michaelia Carroll〉）
- 綠野仙蹤 ※VHS、DVD版。
- 電子情書（Sydney Anne〈Jane Adams〉）※富士電視台版。

#### 電視影集
- 飛越比佛利
- Blossom（英语：Blossom (TV series)）
- 逝者之證（第1～2季：伊琳娜）
- 醫門英傑（英语：Chicago Hope）
- 犯罪心理：嫌犯動機
- 恐龍家族（英语：Dinosaurs (TV series)）
- 荒野女醫情（英语：Dr. Quinn, Medicine Woman）（貝琪）
- Elisa Top Model（艾琳）
- 急診室的春天
- 六人行
- 歡樂滿屋
- 楊家將
- 歡樂家庭（Christine "Chris 或 Chrissy" Ellen Seaver〈Ashley Johnson〉）
- 執法悍將
- 納什大橋（英语：Nash Bridges）
- 醫診情緣 (第3季)（勞倫）
- 三國志 (中國中央電視台版) ※NHK-BS2版。
- 清秀小佳人（英语：Road to Avonlea）（塞西莉·金）[注 1]
- 空間之旅（英语：Spellbinder (TV series)）（班）
- 這就是生活（英语：That's Life (2000 TV series)）
- 瑞士家庭魯賓遜歷險記（英语：The Adventures of Swiss Family Robinson）（克里斯蒂娜·魯賓遜）
- 蕾絲歐尼爾的審判（英语：The Trials of Rosie O'neill）（Kim Ginty〈Lisa Rieffel〉）
- 命運觸控點（Kazuko Ohsugi）
- Twice in a Lifetime（英语：Twice in a Lifetime (TV series)）

#### 動畫
- 芭比夢幻仙境（英语：Barbie: Fairytopia）（Azura〈Venus Terzo〉）
- 大力士（英语：Hercules (1998 TV series)）（女性）
- 小小馬戲屋（英语：JoJo's Circus）（Trina／Princess Josephina〈Tajja Isen〉）
- 小美人魚2：重返大海
- 彩虹小馬：友情就是魔法
- 裝甲救助部隊（英语：Restol, The Special Rescue Squad）（Jei〈Lim Eun-Jeong〉）
- 機器人歷險記（Piper Pinwheeler〈亞曼達·拜恩斯〉）
- 音速小子（Dulcy the Dragon〈Cree Summer〉）
- 神偷卡門（女孩子）

### 廣播
- （網路廣播）
- Chiffons☆Chiffons

### 廣播劇CD
- 金色琴弦系列（天羽菜美）
  - 金色琴弦3系列（七海宗介）
    - Prologue CD 金色琴弦3 ～開始的夏天～
    - 金色琴弦3 ～～
      - 金色琴弦3 SS（校園系列） IV ～天音學園～
      - 金色琴弦3 ～～
- 純情恐怖分子（老師）
- 星陵最恐物語（綾小路蓮）
- 快打旋風ZERO2外傳 最危險的女高中生·櫻（純子）
- Soul Link（永瀨沙佳）
- 空色感染爆發（穗高真由）
- 瑪莉亞的凝望 廣播劇CD 華倫提努的贈禮（鵜澤美冬）
- 龍的溫柔殺伐（克蘿蒂亞）
- Lovers♥Doll（桃子）
- 狂野歷險Advanced 3rd（日语：ワイルドアームズ アドヴァンスドサード） Original Drama（黛安）

### CD
- 悠久幻想曲3 Perpetual Blue（日语：悠久幻想曲） Maxi 單曲精選 Vol.5（2000年7月19日，露提·魏斯）
- Anime Battle 烈火之炎 ～Flame of Recca～ FINAL BURNING（2004年6月10日，遊戲初回限定特典）

### 教育影碟
- Do you 腦？腦力道場
- Benesse Corporation（日语：ベネッセコーポレーション）「進研研習小學講座（日语：進研ゼミ小学講座）」
  - 「1年級挑戰」「2年級挑戰」「3年級挑戰」（うさぎのめめ）

## 腳註

## 外部連結
- Mausu Promotion公式官網的聲優簡介 （页面存档备份，存于） （日語）
- Marine Entertainment－聲優組合·Chiffons（日语：Chiffons）官方網站。
- Chiffons的Fan Fan Radio！ （日語）